# Акопян, Арутюн Амаякович
Арутю́н Амая́кович Акопя́н (арм. Հարություն Հմայակի Հակոբյան; 25 апреля 1918, Ыгдыр, Сурмалинский уезд, Закавказская Демократическая Федеративная Республика — 13 января 2005, Москва, Россия) — советский артист эстрады, фокусник (иллюзионист и манипулятор), актёр кино, публицист.
Народный артист СССР (1982).

## Биография
Родился 25 апреля (по другим источникам — 26 апреля) 1918 года в Ыгдыре (по другим источникам — в Ереване) в семье кузнеца.
В 1935 году, окончив хореографическое училище в Ереване, поступил в ансамбль народного танца. По настоянию отца, желавшего видеть своего сына инженером, поступил в строительный техникум, по окончании которого работал на «Армстрое». В 1937 году в числе лучших строителей был командирован в Москву для продолжения образования, где поступил в Московский институт землеустройства (ныне — Государственный университет по землеустройству).
На одном из эстрадных концертов в Театре миниатюр впервые увидел артиста-фокусника. Эта встреча решила дальнейшую судьбу Арутюна. Теперь всё свободное от занятий в институте время стал отдавать фокусам: мастерил реквизит, познавал секреты простейших фокусов, создавая на их основе новые варианты.
Поступил в кружок художественной самодеятельности при клубе им. Е. Кухмистерова, где серьёзно начал заниматься искусством фокуса. К моменту окончания института накопил немалый опыт успешных гастролей на клубных сценах. В 1943 году окончил Московскую эстрадную школу.
В 1942 году по конкурсу поступил в «Мосгосэстраду» (впоследствии — «Москонцерт») и стал артистом-профессионалом. С 1965 года выступал с сольными концертами. За время работы на эстраде подготовил около 1000 номеров, трюков-фантазий.
Став иллюзионистом и узнав секреты многих фокусов, Акопян захотел освободить свои руки от лишнего реквизита. Через годы упорной тренировки рук, постоянного тренажа и разминки пальцев, стал фокусником-манипулятором и смог уже составлять программы выступлений из фокусов, которые почти не требовали реквизита.
В годы войны был в составе фронтовой бригады, 1600 раз выступал на передовой.

Могила народного артиста СССР Арутюна Акопяна на Троекуровском кладбище Москвы

Снимался в кино, в том числе в фильме Тегеран-43.
В 1973 году окончил факультет эстрадного искусства ГИТИСа (ныне Российский университет театрального искусства — ГИТИС) в Москве (по другим источникам — Высшие режиссёрские курсы при ГИТИСе).
Имя Арутюна Акопяна широко известно и за пределами Советского Союза, участвовал в Международных конкурсах, гастролировал за рубежом (Марокко, Таиланд, Камбоджа, Югославия, Франция, Сирия, Бангладеш, Япония и другие страны).
Техника выполнения некоторых фокусов публиковалась в журналах «Наука и жизнь» и «Юный техник».
Свой последний концерт-бенефис дал в 1995 году.
Скончался 13 (по другим источникам — 14 или 16 января) января 2005 года в Москве. Похоронен на Троекуровском кладбище. Памятник выполнен скульпторами Согоян.

### Семья
- Вторая жена — Лия Ивановна Акопян (1931—2020), работала ассистентом мужа, затем окончила консерваторию и стала певицей[15].
- Сын — Амаяк Акопян (род. 1956), российский иллюзионист, актёр, артист цирка, заслуженный артист России[16]
- Сын — Артур, от первого брака
- Дочь — от первого брака

## Адрес
- Москва, Кутузовский проспект, д.10[17].

## Награды и звания
- Заслуженный артист Армянской ССР (1950)
- Народный артист Армянской ССР (1961)
- Народный артист СССР (1982)
- Орден Трудового Красного Знамени (1986)
- Орден Почёта (Россия) (1998)[18]
- Медаль «За доблестный труд. В ознаменование 100-летия со дня рождения Владимира Ильича Ленина»
- Медаль «За оборону Москвы»
- Медаль «За победу над Германией в Великой Отечественной войне 1941—1945 гг.»
- Медаль «За доблестный труд в Великой Отечественной войне 1941—1945 гг.»
- Медаль «Двадцать лет победы в Великой Отечественной войне 1941—1945 гг.»
- Медаль «В память 800-летия Москвы»
- Лауреат семи Международных конкурсов иллюзионистов, в том числе:
  - Почётный диплом члена «Клуба магов» Цейлона (Коломбо, 1957) [Шри-Ланка]
  - Почётный диплом парижского общества иллюзионистов и памятная медаль имени Робера-Удена (1960)[19]
  - Медаль имени В. Дурова и приз (ГДР, 1974)
  - Второе место в разделе «Манипуляция» на XII Международном конкурсе иллюзионистов в Карловых Варах (1977)
  - Почётный диплом «Заслуженный фокусник» (Zasloužilý magik) XVII Международного Фестиваля в Карловых Варах (1982)

## Фильмография
- 1955 — Княжна Мери — Альфельбаум, фокусник
- 1963 — Большие и маленькие — фокусник в кафе
- 1968 — В тринадцатом часу ночи
- 1974 — Большой аттракцион — фокусник
- 1980 — Тегеран-43 — фотограф Мустафа
- 1985 — Сеанс гипнотизёра (фильм-спектакль) — Фердинандо Жаколио, маг и гипнотизёр
- 1992 — Давайте без фокусов!.. — фокусник

## Память
- В 1981 году на ЦТ ТВ вышел документальный фильм ТО «Экран» «Обыкновенные чудеса», посвящённый жизни и творчеству А. Акопяна.[20]
- В 2008 году вышел документальный фильм «Чародей. Арутюн Акопян».